# Lamborghini Aventador
Lamborghini Aventador (pronunție în spaniolă [aβentaˈðoɾ]) este o mașină sport cu motor central produsă de producătorul italian de automobile Lamborghini. În conformitate cu tradiția Lamborghini, Aventador este numit după un taur luptător.